# تیم کانگ
تیم کانگ (انگلیسی: Tim Kang؛ زادهٔ ۱۶ مارس ۱۹۷۳) یک هنرپیشه اهل ایالات متحده آمریکا است.
از فیلم‌ها یا برنامه‌های تلویزیونی که وی در آن نقش داشته‌است می‌توان به جان رمبو، د منتالیست، فراموش شده￼￼،خاطرات خون آشام اشاره کرد.